# Anouk Khélifa-Pascal
Anouk Khélifa-Pascal, também conhecida simplesmente como Anouk (11 de dezembro de 1970), é uma cantora francesa que participou de vários álbuns do grupo Mano Negra (coros nos álbuns Patchanka, Puta's fever, King of Bongo, Casa Babylon. Sobretudo pode-se escutá-la na canção Pas assez de toi) e fazendo coro nas canções de Manu Chao (voz em Je ne t'aime plus do álbum Clandestino).
Publicou um álbum em 1997 chamado Automatik Kalamity no qual Manu Chao, por sua vez, participou (guitarra e segunda voz em algumas faixas). Lançado pela gravadora Virgin o álbum está próximo do primeiro disco de Manu Chao, cantando tanto em francês como em inglês, Automatik Kalamity é um trabalho que mistura canção francesa intimista, reggae e dub. 

## Discografia
- Automatik Kalamity (1997)